# 田名バスターミナル

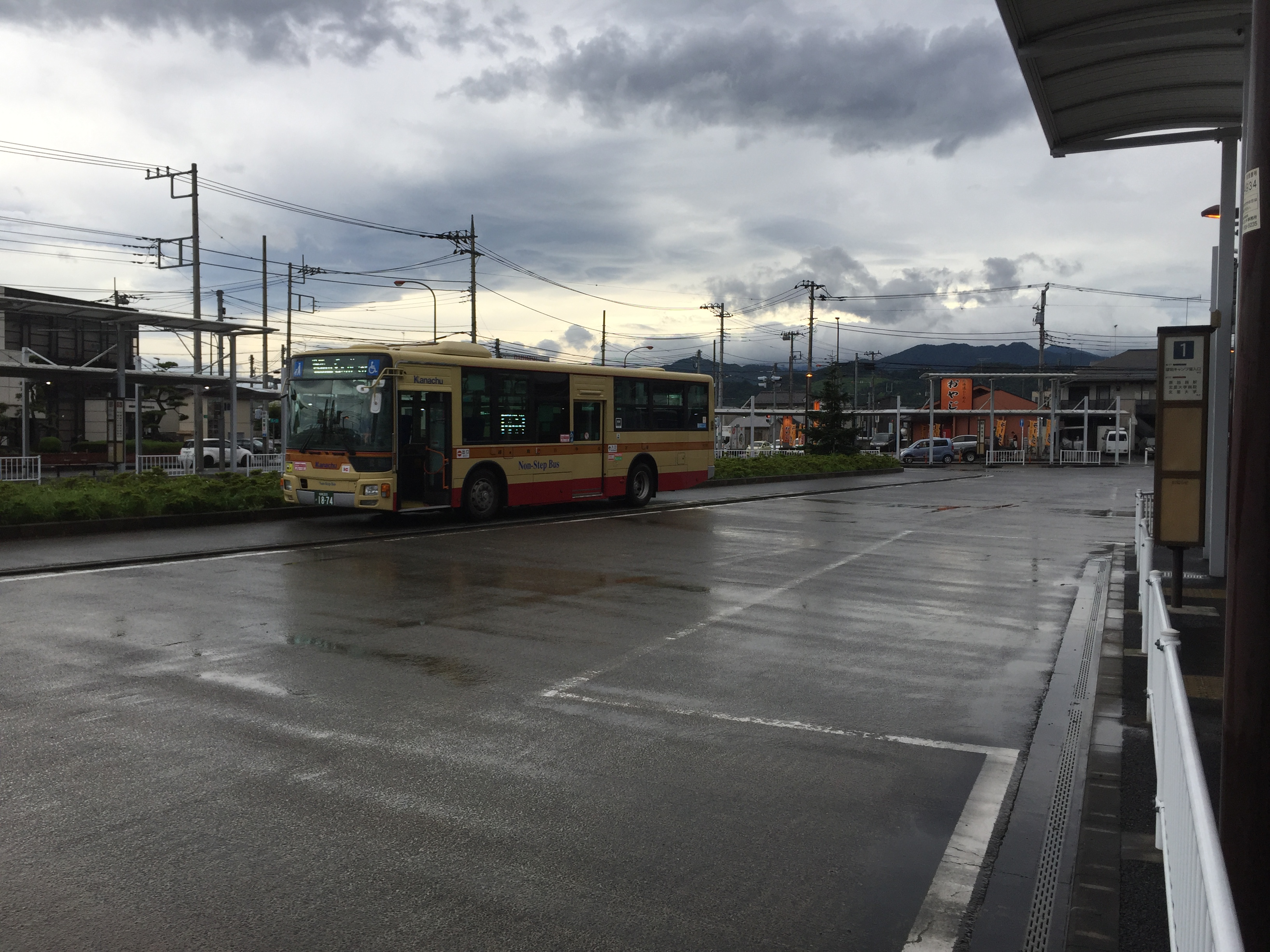
田名バスターミナル

田名バスターミナル（たなバスターミナル）は、神奈川県相模原市中央区田名にあるバスターミナルである。行政主導で整備され、交通結節点機能を持つ。

## 概要
東京都道・神奈川県道48号鍛冶谷相模原線と神奈川県道54号相模原愛川線が交差する上田名交差点に位置する。相模原市は、市の外縁部を鉄道が走り、中心部はバス交通が中心となっている。田名周辺は公共交通の充実を求める声が多く上がっており、相模原市の交通計画により事業が推進され、平成26年4月1日に上田名バス停を置き換える形で供用が開始した。
このバスターミナルの設置に伴い、バス路線の再編を行い橋本駅、相模原駅、淵野辺駅等から上田名バス停を経由していたバス路線を、朝晩の通勤時間帯を除き田名バスターミナル発着にして、ICカード決済時に乗り継ぎ割引を導入することとした。これによって、路線が短縮され定時運行と運行効率化に寄与した。
バスターミナルには屋根のあるバスロケーションシステムを導入した待合室を設置した。

## 施設
- バス乗降場6バース（そのうち降車専用が1、道路側に面したバスベイが1）
- バス待機場2バース
- タクシー乗り場1か所
- タクシー待機4台
- 駐輪場90台（サイクルアンドライド用）
- 一般車乗降場2か所（キスアンドライド用）
- トイレのある待合室
- 連続式上屋